# Slavčo Červenkov
Slavčo Georgiev Červenkov (Славчо Георгиев Червенков * 18. září 1955) je bývalý bulharský zápasník, volnostylař. V roce 1980 vybojoval na olympijských hrách v Moskvě stříbrnou medaili v kategorii do 100 kg. V roce 1982 vybojoval stříbro, v roce 1979 páté místo na mistrovství světa. V roce 1979 vybojoval stříbro a v roce 1981 čtvrté místo na mistrovství Evropy.